# جوسيب ماريا أوليفر كاباسا
جوسيب ماريا أوليفر كاباسا (بالإسبانية: Josep Maria Oliver)‏ (و. 1944 – م) هو عالم فلك من إسبانيا . ولد في أولسيا دي مونتسيرات، برشلونة .